# アレンデール (ミズーリ州)
アレンデール (Allendale) は、アメリカ合衆国ミズーリ州ワース郡東部の町。2020年アメリカ合衆国国勢調査における人口は、48人。

## 歴史
アレンデールは、1855年にジョエル・アレンとウィリアム・アレン (Joel and William Allen) によって地籍の登録（plat）がなされ、彼らの姓から地名が付けられた。当初の地名はアレンビル (Allenville) であったが、同名の他の集落との郵便物の混乱をさけるために、のちに改名された。アレンデール郵便局は1861年に開局した。1870年代の人口は、300人ほどであった。

## 地理
アレンデールは、ミズーリ州補助州道のひとつであるルートT (Missouri Route T) に面しており、ミズーリ州道46号線の北側、グラントシティから6マイル (9.7 km)東、隣接するハリソン郡のハットフィールドから7.5マイル (12.1 km)南西に位置している。
アメリカ合衆国国勢調査局によれば、この村の面積は、0.57平方マイル (1.48 km2)であり、そのすべてが陸地である。

## 人口統計

### 2010年国勢調査
2010年アメリカ合衆国国勢調査の時点では、人口 52人、25世帯、20家族が、この村に居住していた。人口密度は 93.0人毎平方マイル (35.9/km2)であった。住宅は35戸あり、平均密度は 61.4毎平方マイル (23.7/km2)であった。人種構成は、100％が白人であった。
25世帯のうち、12.0％には18歳未満の子どもがおり、76.0％は結婚している夫婦の同居、4.0％は配偶者のいない男性の単身世帯、20.0％は非家族世帯であった。単身世帯は全体の20.0％を占め、4.0％は65歳以上の単身世帯であった。平均世帯人員は 2.12人、平均家族人員は 2.40人であった。
この村の年齢中央値は 57.5歳であった。住民の 5.1％は18歳未満であり、18歳から24歳は 0％、25歳から44歳が 17.1％、45歳から64歳が 39.6％、65歳以上が 28.3％であった。この村の性比は、男性 50.9％、女性 49.1％であった。

### 2000年国勢調査
2000年アメリカ合衆国国勢調査の時点では、人口 54人、26世帯、15家族が、この町に居住していた。人口密度は 95.1人毎平方マイル (36.7/km2)であった。住宅は35戸あり、平均密度は 61.6毎平方マイル (23.8/km2)であった。人種構成は、100％が白人であった。
26世帯のうち、15.4％には18歳未満の子どもがおり、53.8％は結婚している夫婦の同居、3.8％は配偶者のいない女性の単身世帯、42.3％は非家族世帯であった。単身世帯は全体の34.6％を占め、19.2％は65歳以上の単身世帯であった。平均世帯人員は 2.08人、平均家族人員は 2.73人であった。
この町の住民の年齢構成は、16.7％が18歳未満、18歳から24歳は 3.7％、25歳から44歳が 24.1％、45歳から64歳が 31.5％、65歳以上が 24.1％であった。年齢中央値は 51歳であった。18歳以上の女性100人に対する男性の数は104.5人であった。
2000年時点の世帯収入の中央値は $30,833 で、家族収入の中央値は $35,625 であった。男性の年収中央値は $21,964、女性は $14,375 であった。この町の1人当たりの所得は $19,502 であった。人口の 3.1% は貧困線を下回る水準にあったが、家族の一員となっている者には、これに該当する者はいなかった。18歳未満、ないし、65歳以上で、貧困線以下の生活を送る者はいなかった。

## 文化
アレンデールでは伝統的に、毎年7月4日の独立記念日に、地元の男性たちが集まって朝食を調理し、皆に振る舞っている。